# Verwaltungsgemeinschaft Arneburg-Goldbeck
Verwaltungsgemeinschaft Arneburg-Goldbeck i Landkreis Stendal i den tyske delstat Sachsen-Anhalt, består af 18 kommuner.
Arneburg-Goldbeck ligger i det centrale område i Landkreis Stendal og strækker sig fra Uchtedalen til den i nordøst liggende delstatsgrænse til Brandenburg. Området omfatter en del af det nordøstlige Altmark og den sydlige og østlige del af Wische. Elben danner en naturlig østgrænse for området.

## Kommuner og landsbyer
- Altenzaun med Osterholz og Rosenhof
- Byen Arneburg med Dalchau
- Baben
- Beelitz
- Behrendorf med Berge og Giesenslage
- Bertkow med Plätz
- Eichstedt (Altmark) med Baumgarten
- Goldbeck med Möllendorf og Petersmark
- Hassel med Chausseehaus Hassel og Wischer
- Hohenberg-Krusemark med Groß Ellingen og Klein Ellingen
- Iden med Busch og Rohrbeck
- Klein Schwechten med Häsewig og Ziegenhagen
- Lindtorf med Rindtorf
- Rochau med Schartau
- Sandauerholz med Büttnershof og Germerslage
- Sanne
- Schwarzholz med Polkritz
- Byen Werben (Elben) med Neu Werben og Räbel